# 8454 Micheleferrero
8454 Micheleferrero este o planetă minoră (asteroid), cu un diametru de 9,999 km, din centura de asteroizi. A fost descoperită pe 5 martie 1981 la Observatorul La Silla de Henri Debehogne și a fost numită după Michele Ferrero. 
Obiectul prezintă o orbită caracterizată de o semiaxă mare de 2,6144653 UAi, o excentricitate de 0,07, o înclinație de 3,61595 ° în raport cu ecliptica.